# STS-56
STS-56 est la seizième mission de la navette spatiale Discovery.

## Équipage
- Commandant : Kenneth D. Cameron (2)  États-Unis
- Pilote : Stephen S. Oswald (2)  États-Unis
- Spécialiste de mission : C. Michael Foale (2)  Royaume-Uni /  États-Unis (Double nationalité)
- Spécialiste de mission : Kenneth D. Cockrell (1)  États-Unis
- Spécialiste de mission : Ellen Ochoa (1)  États-Unis

Le chiffre entre parenthèses indique le nombre de vols spatiaux effectués par l'astronaute au moment de la mission.

## Paramètres de la mission
- Masse :
  - Navette à vide : 93 683 kg
  - Chargement : 7 026 kg
- Périgée : 291 km
- Apogée : 299 km
- Inclinaison : 57°
- Période : 90,4 min

## Objectifs
Mission d'étude de l'atmosphère avec l'instrument Atmospheric Laboratory of Applications and Science (ATLAS-2), qui fut la 2e.